# Elaphoglossum auripilum
Elaphoglossum auripilum là một loài thực vật có mạch trong họ Lomariopsidaceae. Loài này được H. Christ mô tả khoa học đầu tiên năm 1905.